# Melissa Auf der Maur
Melissa Auf der Maur (IPA: ˌɔːf dər ˈmaʊər) (Montréal, 17 marzo 1972) è una bassista, cantante e fotografa canadese.

## Biografia

### Primi anni
Melissa Auf der Maur, abbreviato anche in MAdM, è nata a Montréal il 17 marzo 1972 figlia di Nick Auf der Maur, noto politico e giornalista canadese di origini svizzere, e di Linda Gaboriau, giornalista e traduttrice letteraria dal francese nonché la prima rock DJ della città. Uno degli zii è il filosofo e teologo svizzero Hansjörg Auf der Maur. La sua lingua madre è l'inglese, sebbene parli anche francese.
Dopo aver trascorso la sua prima infanzia in Kenya con la madre, torna a Montréal dove frequenta la scuola artistica primaria e secondaria FACE. Qui diventa parte di una piccola élite di lingua inglese, facendo amicizia con la figlia di Leonard Cohen Lorca e Rufus Wainwright. A scuola si interessa alla fotografia e successivamente intraprende gli studi all'Università Concordia, dove si specializza nel 1994.

Nel 1993 Melissa conosce Billy Corgan, frontman degli Smashing Pumpkins, durante un loro concerto a Montréal. Un suo amico lancia una bottiglia sul palco e Melissa alla fine dello show si va a scusare con il leader dei Pumpkins per l'incidente. Nel successivo tour degli Smashing Pumpkins Siamese Dream è proprio il gruppo della Auf der Maur, chiamato Tinker, ad aprire il concerto di Montréal. Dopo averla vista sul palcoscenico, Billy le dice:
(Billy Corgan, Made with Devotion)

### Hole
Nel 1994, raccomandata proprio dall'amico Billy Corgan, entra come bassista nel gruppo delle Hole sostituendo Kristen Pfaff dopo la sua tragica scomparsa, contribuendo tuttavia solo all'album Celebrity Skin. Nell'ottobre 1999, alla scadenza del contratto di cinque anni, lascia ufficialmente il gruppo, prima che esso si sciolga definitivamente pochi anni dopo.
Nel 2010 Courtney Love annuncia la riunione del gruppo con la Auf der Maur al basso, senza contattare l'interessata che si dice sorpresa e delusa da queste dichiarazioni e di non essere interessata al momento. Anche l'altro membro fondatore Eric Erlandson aveva già dichiarato nel 2009 che la Love aveva firmato un contratto con lui che le impediva di usare il nome della band senza la sua partecipazione. Nel 2014 viene annunciata la riunione della band con la sua formazione storica, in cui viene inclusa anche Melissa, in seguito smentita dalla stessa interessata.

### The Smashing Pumpkins
Nel 1999 entra invece a far parte degli Smashing Pumpkins, chiamata da Billy Corgan dopo che la bassista D'arcy Wretzky lascia il gruppo all'inizio di settembre. Con gli Smashing Pumpkins non contribuisce alla registrazione dell'album Machina/The Machines of God, ma appare nei video che accompagnano la sua uscita e suona durante il Resume the Pose e il Sacred and Profane Tour. Il loro primo show si tiene a Chicago, il 20 dicembre 1999. Contribuisce inoltre alla registrazione di Rock On, poi inclusa nel Greatest Hits degli Smashing Pumpkins. Tuttavia alla fine del 2000 gli Smashing Pumpkins si sciolgono.

### Altre collaborazioni
Durante la sua appartenenza alle Hole collabora suonando il basso e ai cori nel 1997 con Ric Ocasek, leader dei The Cars, nel suo album da solista Troublizing e durante un breve tour negli Stati Uniti, nel corso del quale in ogni data cantava il brano Drive al posto di Ben Orr. Nel 2001 partecipa sempre al basso e ai cori all'album Poses del suo amico d'infanzia Rufus Wainwright nel brano Evil Angel, apparendo precedentemente anche nel suo video di April Fools, del 1998. Nel 2002 registra con il gruppo Indochine il duetto Le Grand Secret in francese con Nicola Sirkis, apparendo nel relativo video. Partecipa anche ad un breve progetto chiamato The Chelsea, dal nome del Chelsea Hotel di New York dove ha vissuto per diversi anni, insieme a Samantha Maloney (Hole, Mötley Crüe), Paz Lenchantin (Zwan, A Perfect Circle, Pixies) e Radio Sloan (The Need). La band femminile si è esibita in un unico show allo Spaceland di Los Angeles nel febbraio 2002, eseguendo alcune cover e brani scritti da Melissa, successivamente pubblicati nel suo primo album da solista.
Sempre in quell'anno si unisce come cantante a una cover band dei Black Sabbath chiamata Hand of Doom, che comprende Molly R. Stern al basso, Guy Stevens alla chitarra e Pedro Yanowitz alla batteria. La band tiene quattro show in alcuni locali di Los Angeles, il Viper Room, il Whysky A Go Go, lo Spaceland e il The Trobadour, realizzando anche un album dal vivo intitolato Live in Los Angeles – Black Sabbath Tribute registrato nel corso degli ultimi tre e due a New York. Il gruppo, dopo essersi esibito in ulteriori date in Canada nell'estate del 2002, si è sciolto nel 2003. In seguito dichiarerà che quell'esperienza le è servita per prendere maggiore confidenza con il ruolo di voce solista. Nel 2007 partecipa ai cori all'album Traffic and Weather dei Fountains of Wayne nel brano Someone to Love. Nel 2008 collabora con il musicista canadese Daniel Victor al suo progetto musicale Neverending White Lights, scrivendo con lui e cantando il brano The World Is Darker, per il quale viene realizzato anche un video.

### Carriera da solista
Solo nel 2003 inizia a lavorare ad un progetto solista, Auf der Maur e il 2 febbraio 2004 esce l'omonimo album, in cui oltre a suonare il basso e la chitarra Melissa Auf der Maur debutta come cantante. Per questo album di debutto può contare sulla partecipazione musicale di James Iha (Smashing Pumpkins e A Perfect Circle) e Eric Erlandson (Hole), Steve Durand e Jordon Zadorozny ex Tinker (la sua prima band), e anche di Josh Homme e Nick Oliveri dei Queens of the Stone Age, Mark Lanegan (Screaming Trees), Jeordie White bassista di Marilyn Manson, Brant Bjork ex Kyuss e Fu Manchu e molti altri. Dall'album vengono estratti i tre singoli Followed the Waves, Real a Lie e Taste You. Di quest'ultimo brano registra anche una versione francese, dal titolo Te gôuter.
All'inizio dello stesso anno intraprende un tour promozionale dell'album accompagnata da una sua band, che inizia in Europa si sposta negli Stati Uniti, prosegue con la partecipazione ai festival europei e termina in Canada. La band è formata da: Steve Durand alla chitarra, Kim Pryor alla chitarra, basso e cori, Josh Johnson alla chitarra, tastiere e cori e Julian Blais alla batteria.
Nel 2007 Melissa annuncia di aver terminato il suo secondo album da solista che sarà accompagnato da un film e un fumetto, dal titolo Out of Our Minds. Nel 2008 registra in duetto con Glenn Danzig il brano Father's Grave, poi pubblica un EP dal titolo This Would Be Paradise, che contiene anche i brani The Key e Willing Enabler, i primi due inclusi in seguito nell'album. Nel 2009 pubblica il primo singolo estratto dal nuovo album, l'omonimo Out of Our Minds, scaricabile dal suo sito, e un secondo EP sempre intitolato Out of Our Minds, che include oltre al brano omonimo anche Lead Horse e 22 Below. Nel 2010 prima viene realizzato il video di Out of Our Minds presentato sul suo sito, poi proiettato il suo film a Londra e infine pubblicato il secondo singolo Meet Me on the Dark Side e realizzato il video relativo. Nel 2011 ha vinto il premio Independent Music Awards nella categoria Indie/Alt/Hard Rock per il suo progetto Out of Our Minds.
Dall'autunno del 2008 intraprende un tour per promuovere il suo secondo album con una band formata prima da: Chris Sorensen alla chitarra, Adam Tymn chitarra e basso e John Mc Chan alla batteria, ex membri dei Vaux di Denver che hanno partecipato alle registrazioni Out of Our Minds, sostituiti poi dall'autunno del 2010 al 2011 da Alex Crow alla chitarra, Will Tendy alla chitarra e George Donoso alla batteria. Infine nel 2011 effettua un mini tour europeo Bass, Synth & Visuals che tocca Svizzera, Italia, Austria, Germania e Regno Unito in piccoli locali, accompagnata da due soli musicisti: Alex Crow alla chitarra e Jeff Louch alle tastiere, suonando i suoi brani con arrangiamenti diversi.

### Recitazione
Nel 2004 ha lavorato come attrice nella serie televisiva The Greatest Canadian, come sostenitrice dell'ambientalista David Suzuki, giunto quinto tra i dieci finalisti. Appare come protagonista nel cortometraggio Out of Our Minds del 2009, diretto dal marito Tony Stone, che ha accompagnato il suo secondo album. Ha debuttato come attrice cinematografica nel 2011 nel film indipendente Collaborator di Martin Donovan nel ruolo di Alice Longfellow, una fotografa di New York.

### Strumentazione
Melissa fin dagli esordi suona, come più volte dichiarato, un basso Fender Precision Bass abbinato ad amplificatori Ampeg di cui è anche testimonial, più recentemente chitarre Gibson SG ed effetti a pedale Boss per chitarra e basso. La Fender ha inoltre realizzato per lei alcuni P-Bass custom negli anni 90.

### Riconoscimenti
Per due anni, nel 1999 e poi nel 2000, ha vinto il Gibson Award come bassista dell'anno.

### Fotografia
È anche una fotografa professionista. Si stava specializzando in autoritratto alla Concordia University quando fu chiamata nel 1994 ad unirsi alle Hole. Le sue foto sono state pubblicate su varie riviste, tra cui Nylon, Bust, Mastermind, Spin Magazine e American Photo. Alcune sue foto sono state anche presentate nel 2001 alla mostra intitolata The Kids are Alright, realizzata da Sotheby's a New York, insieme a quelle della fotografa ucraina Yelena Yemchuk. Nel 2011 ha presentato per il National Geographic a Washington, nell'ambito delle conferenze Music on...Photography, alcune foto scattate durante i tour con le Hole e gli Smashing Pumpkins.

## Vita privata
È una grande appassionata di musica alternativa e heavy metal. Fra i suoi gruppi preferiti ha segnalato Queens of the Stone Age, Kyuss, Pavement, The Cure, The Smiths e recentemente Mastodon. È anche un'appassionata di cinema, in particolare del regista David Lynch.
Ha avuto una relazione con Dave Grohl tra il 1999 e febbraio 2001, per poi sposare anni dopo il regista indipendente Tony Stone, dal quale nell'ottobre 2011 ha avuto una figlia, River. Lei e Tony Stone gestiscono attualmente la Basilica Hudson nella città di Hudson nello stato di New York, uno spazio di arti e performance di loro proprietà.

## Discografia

### Con le Hole
Album in studio
- 1998 - Celebrity Skin

EP
- 1999 - Awful

Singoli
- 1997 - Gold Dust Woman
- 1998 - Celebrity Skin
- 1998 - Malibu
- 1999 - Awful
- 2000 - Be a Man

### Con gli Hand of Doom
- 2002 - Live in Los Angeles – Black Sabbath Tribute

### Da solista
Album in studio
- 2004 - Auf der Maur
- 2010 - Out of Our Minds

EP
- 2008 - This Would Be Paradise
- 2009 - Out of Our Minds

Singoli
- 2004 - Followed the Waves
- 2004 - Real a Lie
- 2004 - Taste You
- 2009 - Out of Our Minds
- 2010 - Meet Me on the Dark Side